# Александровка (селище, Подольський міський округ)
Алекса́ндровка (рос. Александровка) — селище у складі Подольського міського округу Московської області, Росія.

## Населення
Населення — 1218 осіб (2010; 617 у 2002).
Національний склад (станом на 2002 рік):
- росіяни — 89 %